# 施塔德爾山
47°35′36″N 12°47′45″E / 47.59333°N 12.79583°E

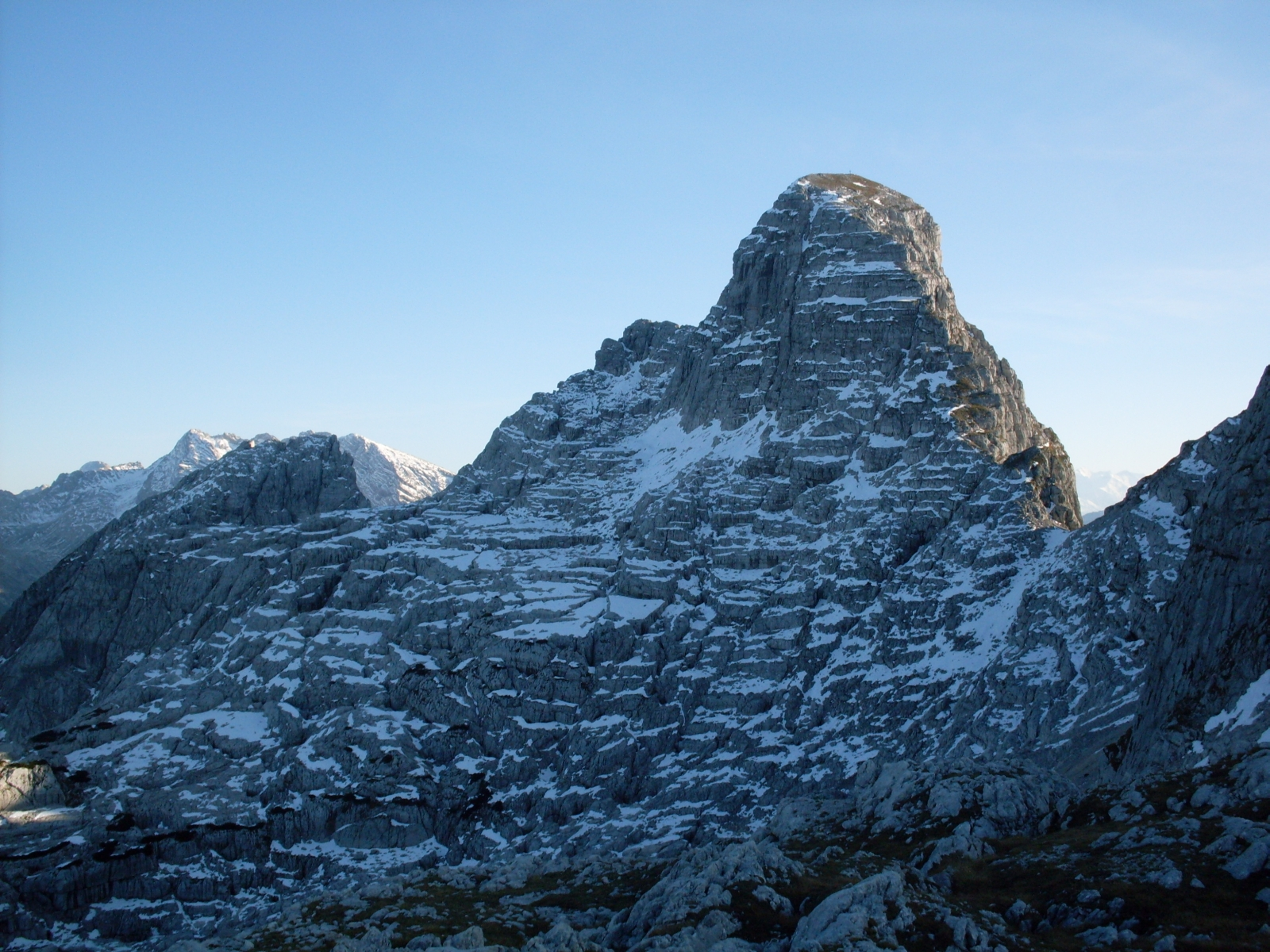

施塔德爾山（德語：Stadelhorn），是中歐的山峰，位於奧地利和德國接壤的邊境，屬於貝希特斯加登阿爾卑斯山脈的一部分，海拔高度2,286米，每年平均降雨量1,889毫米，人類在1825年首次登頂。